# Hella
 For alternative betydninger, se Hella (flertydig). (Se også artikler, som begynder med Hella)
Hella (fulde navn Hella KGaA Hueck & Co.) er en tysk producent af biludstyr med hovedsæde i Lippstadt. Virksomheden anvender mærket HELLA på sine produkter, der omfatter for- og baglygter, blinklys, elektronik hertil m.v. Hella beskæftiger omkring 23.000 ansatte over hele verden og er en af Tysklands 100 største virksomheder. 
Virksomheden blev grundlagt i 1899 som Metall-Industrie Akt.-Gesellschaft af Sally Windmüller. Dengang fremstillede virksomheden lys og lamper til droscher. Navnet Hella blev benyttet som varemærke i 1908 og for hele virksomheden fra 1910. Familien Hueck blev ejer af selskabet i 1923. I 1961 åbnede den første udenlandske fabrik i Australien. 